# Potíže s Arizonou
Potíže s Arizonou (v anglickém originále Raising Arizona) je americký hraný film bratří Coenů. Hlavní role patří bývalému trestanci (Nicolas Cage) a jeho manželce, bývalé policistce (Holly Hunter). V dalších rolích se představili například William Forsythe, John Goodman a Frances McDormandová. Stejně jako v případě prvního snímku bratří Coenů, Zbytečná krutost (1984), se i na tomto coby kameraman podílel Barry Sonnenfeld a hudbu k němu složil Carter Burwell. Natáčení filmu trvalo deset týdnů. Premiéra proběhla v New Yorku dne 6. března 1987, později se snímek dočkal limitovaného vydání 13. března toho roku a celonárodního uvedení se mu dostalo 17. dubna.